# Hugh Miller
Hugh Miller (22 de maio de 1889 – 1 de novembro de 1976) foi um ator de cinema britânico, ativo entre as décadas de 1920 e 1960.

## Filmografia selecionada
- Bonnie Prince Charlie (1923)
- Claude Duval (1924)
- The Prude's Fall (1924)
- Venetian Lovers (1925)
- Blind Alleys (1926)
- The Love of Sunya (1927)
- The Green Pack (1934)
- The Divine Spark (1935)
- McGlusky the Sea Rover (1935)
- The Vicar of Bray (1937)
- Spring Handicap (1937)
- The Dominant Sex (1937)
- Bulldog Drummond at Bay (1937)
- Return of the Scarlet Pimpernel (1937)
- Victoria the Great (1937)
- Calling Paul Temple (1948)
- Before I Wake (1954)
- The Gelignite Gang (1956)
- Behind the Mask (1958)
- Lawrence of Arabia (1962)